# Parafia św. Mikołaja w Białym Kościele
Parafia Świętego Mikołaja w Białym Kościele – parafia należąca do dekanatu Bolechowice archidiecezji krakowskiej.